# Pyrenophora bromi
Pyrenophora bromi är en svampart som först beskrevs av Died., och fick sitt nu gällande namn av Drechsler 1923. Pyrenophora bromi ingår i släktet Pyrenophora och familjen Pleosporaceae.   Inga underarter finns listade i Catalogue of Life.